# Столичен окръг (Парагвай)
Столичният окръг (на испански: Distrito Capital) е административна единица и един от административните райони на южноамериканската държава Парагвай, който не е част от никой от департаментите на страната.
Столицата му е националната столица Асунсион. Населението му е 510 741 жители (2002 г.), а общата му площ е 117 км².